# MMT (トランスミッション)
MMT（英語: Multi Mode Transmission）は、トヨタ自動車によって提供されるオートメイテッドマニュアルトランスミッションの一種である。コンピュータ制御されたクラッチが付いた従来型のマニュアルギアボックスを使用し、クラッチとギアボックスの両方が電気モーターで作動する。アイシン精機およびアイシン・エーアイと共同開発され、2002年12月にヤリスに搭載された。MMTは欧州においてアイゴ、ヤリス、カローラ、カローラヴァーソ、マークX、オーリスで利用可能である。トヨタが北米市場で提供するマルチモードオートマチックトランスミッションと混同してはならない。

## 操作
MMTにはR、B、E、M+、M-ギアがある。
R
Rは後退ギアである。マニュアル車やフルオートマチック車のRと同様。
N
Nはニュートラルギアである。マニュアル車やフルオートマチック車のNと同様。
E
Eはフルオートマチック車のDレンジと機能的に等価である。MMT車のギアボックスは、（オートマチック車において見られるような）トルクコンバータが付いていないマニュアルギアボックスであるため、ギア変更が目立つ。
M+
シーケンシャル式でギアをシフトアップする（M1からM5まで。6速MMT車ではM6まで）。
m-
シーケンシャル式でギアをシフトダウンする（M5からM1まで。6速MMT車ではM6から）。

## オートマチック車との違い
MMT車はトルクコンバータではなくクラッチを持つ。そのようなものとして、ギア変更が目立ち、上り坂では車両が後ろに転がる。
クリープ現象
MMT車は、ブレーキペダルが放されてアクセルペダルが押し下げられていない時に、オートマチック車のように前方にクリープする。これはクラッチを部分的に締結させ滑らせることによって達成されている（半クラッチを参照）。
坂道発進
MMT車はオートマチック車とは異なり、上り坂で後ろに下がる。坂道発進するためには、アクセルペダルをわずかに押し下げる前にハンドブレーキを適用する。クラッチを滑らすとオーバーヒートが起こり、クラッチの損傷につながるため、アクセルペダルを踏むことによって坂道で車の位置を保持してはならない。
駐車
オートマチック車とは異なり、MMT車にはPギアがない。MMT車は以下のように駐車しなければならない。上り坂では、ギアをM1またはEに入れ、ハンドブレーキを掛け、エンジンを切る。下り坂では、ギアをRに入れ、ハンドブレーキを掛け、エンジンを切る。平地では、ギアをRに入れ、ハンドブレーキを掛け、エンジンを切る。RまたはE/M1がオートマチック車のP機能を代替する。
駐車からの発進
エンジンはギアがNにある時のみ始動できる。始動する時は、車をスイッチでONにし（これでギアロックが解除される）、ブレーキペダルを踏み、ギアを（RまたはE/M1のいずれかから）Nへ入れ、スイッチを入れてエンジンを作動させる。
オートマチック車におけるL/1および2ギア
MMT車はオートマチック車のようにL/1および2ギアがない。MMTシステムは車が位置している坂の勾配を検出する。下り坂でブレーキペダルが踏まれていれば、エンジンブレーキを効かせるために自動的により低速のギアが選択され、これがオートマチック車におけるLおよび2ギアと同じ効果を持つ。Lおよび2はMMT車におけるE1およびE1（アイゴにはない）あるいM1およびM2ギアでも代替可能である。E1またはE1を選択するためには、ギアをEに入れ、ステアリングホイール上の+および-ペダルフラップを使う。選択されているギアに応じて、EはE1/E1/E3/E4/E5/E6に変化する。必要に応じてE1またはE2にダウンシフトすることで、オートマチック車におけるLおよび2ギアを模倣できる。M1またはM2を選択するには、ギアをMに入れ、M-ギアを使ってM1またはM2へシフトダウンする。
キックダウン
Eモードでは、オートマチック車におけるキックダウン機能をMMT車でも同様に有効にできる。加えて、Eモードにおいてステアリングホイール上の-（マイナス）ペダルフラップを使ってキックダウン機能を手動で使うことができる。Eモード下でマニュアル・オーバーライドを停止するためには、E1/E2/E3/E4/E5/E6がEに戻るまでステアリングホイール上の+フラップを引いて保持する。あるいは、コンピュータが次にギア変更を行うまで待つ。
後退
MMT車はオートマチック車と同じように後退する。後退するためには、ブレーキペダルを踏み、ギアをRに変更する。車が後方へクリープできるようにブレーキペダルをゆっくりと上げる。下り坂では、クラッチを滑らせることで模倣されるクリープ機能は、車を後方へクリープさせるには不十分である。この場合、車を停止位置に保持するためにブレーキペダルを使ってはならない（クラッチの損傷につながるため）。代わりにハンドブレーキを使うべきであい、アクセルペダルをわずかに踏むべきである。
ギア変更
MMT車では、オートマチック車とは異なり、ギア変更に若干のショックがある。Eギア下では、車速と勾配情報に依存して自動的にギアが変更される。ギア変更中にはアクセルペダルを瞬間的に上げることが推奨される。一定のスロットル開度をアクセルペダルで維持することもでき、ギア変更もまだ起こり得るものの、オートマチック車よりもギア変更中によりぎくしゃくする。

## Eモード下での操作
Eモードは従来型のオートマチック車におけるDポジションとして機能する。車載コンピュータと電子制御クラッチを介して、車速と勾配情報に基づいて適切なギアが自動的に選択される。勾配が急な場合は、選択可能な最高ギアに制限がかかる。
オートマチック車におけるLおよび2ギア
オートマチック車におけるLおよび2ギアはMMT車においてE1/E1またはM1/M2のいずれかを使うことによって模倣することができる。
Esモード
Esモードでは、より速いギア変更でより動的でスポーツ風の運転が可能になる。代償として燃費が悪化する。Esモードは（欧州の）ヤリスおよびオーリスで利用可能である。EsモードはダイレクトシフトギアボックスにおけるSモードと似ている。

## Mモード下での操作
Mモード下では、MLおよびM-へギアを変えることによってシーケンシャルギアシフトを行うことができる。Mモード下では、ダッシュボード上にM1/M2/M3/M4/M5/M6の中で選択されているギアが表示される。Mモード下では、たとえエンジン回転数が最大回転数に到達としてもギアは変更されず、エンジンの損傷につながる可能性がある。しかしながら、運転手はエンジンが可能な最大回転数を超えるようなギアへ過度にシフトダウンはできず、またエンジンのストールにつながるようなギアの過度なシフトアップもできない。車にブレーキをかけて完全に停止した時は、M1ギアが自動的に選択される。

## 競合機構
操作的に類似したシステムとして、フォルクスワーゲンのダイレクトシフトギアボックスやアルファロメオのセレスピード、本田技研工業のi-SHIFT、スズキのAGS、UDトラックスのESCOT、ダチア（ルノーグループ）のダチア・Easy-Rがある。